# Felice chi è diverso
Felice chi è diverso è un film documentario del 2014 diretto da Gianni Amelio. Consiste in una serie di 20 interviste a uomini (e una donna transgender) che raccontano episodi della propria giovinezza, soffermandosi su questioni riguardanti la propria omosessualità. Il titolo è tratto da un verso del poeta Sandro Penna, citato dall'attore Paolo Poli, che compare nel documentario come uno degli intervistati. Il film è stato presentato nella sezione 'Panorama' al Festival internazionale del cinema di Berlino del 2014, ed è stato diffuso nelle sale cinematografiche italiane a partire dal 6 marzo dello stesso anno.

## Trama
Nel film si alternano 20 interviste ad anziani uomini (e una donna transgender, Lucy Salani) provenienti da ogni parte d'Italia e appartenenti a ogni classe sociale, che rimangono anonimi fino ai titoli di coda, e che raccontano ciascuno gli episodi più significativi della giovinezza in relazione alla propria omosessualità. Le interviste sono alternate a frammenti di documentari, film, programmi televisivi prodotti in Italia tra gli anni quaranta e gli anni settanta.